# Wonokarto (Wonogiri)
Wonokarto is een bestuurslaag in het regentschap Wonogiri van de provincie Midden-Java, Indonesië. Wonokarto telt 6457 inwoners (volkstelling 2010).